# Jesse Lingard
Jesse Ellis Lingard (* 15. Dezember 1992 in Warrington) ist ein englischer Fußballspieler. Der offensive Mittelfeldspieler steht aktuell beim FC Seoul in der K League 1 unter Vertrag und spielte für die A-Nationalmannschaft.

## Karriere

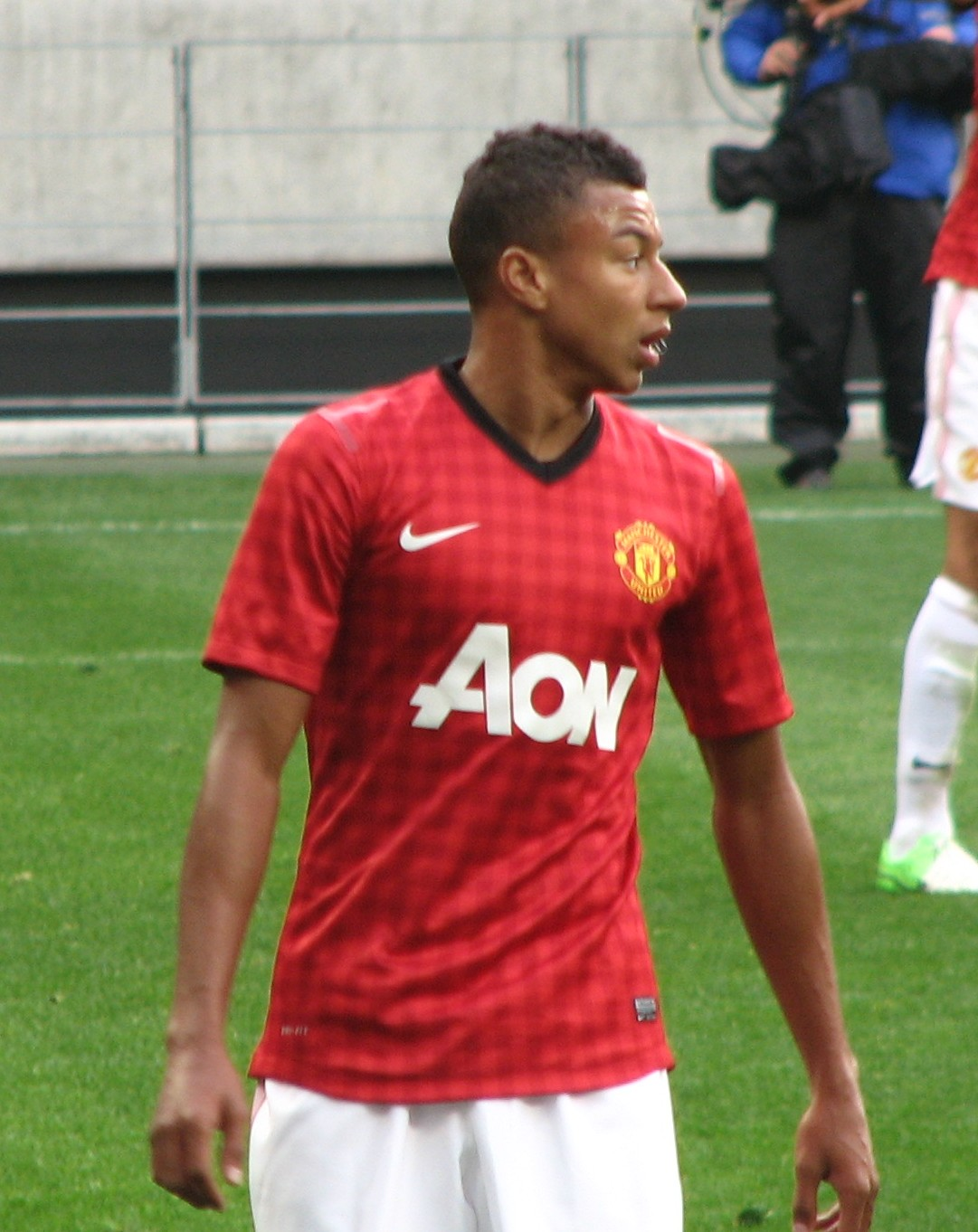
Lingard im Trikot von Manchester United (2012)

### Verein

#### Bis 2012: Jugend
Lingard stammt aus Warrington, einer Stadt im Nordwesten Englands. Bereits im Alter von 7 Jahren wurde er bei seinem Jugendverein Penketh United von Scouts der Vereine Manchester United und FC Liverpool beobachtet. Im Jahr 2000 wechselte Lingard dann in die Jugend der Red Devils. Am 11. November 2010 spielte er beim 2:2 gegen die U21 von West Bromwich Albion erstmals für die U21 der Red Devils in der U21 Premier League. In der Spielzeit 2010/11 gewann er mit der Jugend des Vereins den FA Youth Cup.

#### 2012–2015: Leihgeschäfte und Debüt in der Premier League
Zur Saison 2012/13 rückte Lingard in den Profikader von Manchester United auf. Da er dort keine Chancen auf Einsatzminuten hatte, wurde er für ein Jahr an den damals zweitklassigen Verein Leicester City verliehen, bei dem er in der Spielzeit auf fünf Einsätze kam. Nach seiner Rückkehr wurde er erneut in die zweite Liga, diesmal zu Birmingham City, verliehen. Dort erzielte er bei seinem ersten Einsatz am 21. September 2013 alle vier Tore beim 4:1-Sieg im Heimspiel gegen Sheffield Wednesday. Insgesamt kam Lingard auf sechs Tore bei 13 Einsätzen. Bereits im Januar 2014 kehrte Lingard nach Manchester zurück und spielte den Rest der Saison auf Leihbasis bei Brighton & Hove Albion. Dort absolvierte er 15 Spiele und erzielte drei Tore. Am 16. August 2014, dem ersten Spieltag der Saison 2014/15, debütierte Lingard im Trikot von Manchester United unter dem neuen Trainer Louis van Gaal in der Premier League. Dabei stand er bei der 1:2-Heimniederlage gegen Swansea City in der Startelf. Danach fiel er aufgrund einer Knieverletzung aus und kam zu keinen weiteren Einsätzen mehr. Am 2. Februar 2015 wurde Lingard bis zum Saisonende an Derby County ausgeliehen. Dort kam er noch einmal auf 14 Einsätze und 2 Tore in der Football League Championship.

#### 2015–2021: Durchbruch bei Manchester United
Seit der Saison 2015/16 gehört Lingard dem Kader der ersten Mannschaft an und kommt regelmäßig in der Premier League zum Einsatz. Am 21. Oktober 2015 debütierte er beim 1:1 bei ZSKA Moskau in der Champions League. Sein erstes Tor in der Premier League erzielte er am 7. November 2015 zur 1:0-Führung nach 52 Minuten beim 2:0-Heimsieg gegen West Bromwich Albion. Insgesamt kam er in der Spielzeit auf 25 Ligaeinsätze mit vier Torerfolgen und spielte viermal Champions League sowie dreimal Europa League, in der er mit der Mannschaft bis ins Achtelfinale kam. Am 21. Mai 2016 gewann Lingard mit Manchester United den FA Cup, nachdem er in der Verlängerung das Tor zum 2:1-Endstand erzielt hatte. In der Saison 2016/17 gewann der Verein mit Lingard den FA Community Shield, den League Cup sowie die Europa League.

#### 2021: Leihe zu West Ham
Ende Januar 2021 wurde Lingard bis Saisonende an den Ligakonkurrenten West Ham United verliehen.

#### 2022–2023: Wechsel zu Nottingham Forest
Nachdem sein Vertrag in Manchester ausgelaufen war, wechselte der 29-Jährige im Juli 2022 ablösefrei zum Premier-League-Aufsteiger Nottingham Forest. Dort blieb er in der Premier League 2022/23 deutlich hinter den Erwartungen zurück und verließ den Verein nach Ablauf seines Einjahresvertrag wieder.

#### 2024: Wechsel zum FC Seoul
Jesse Lingard hat nach sechs Monaten ohne Verein einen neuen Arbeitgeber gefunden und unterschreibt beim FC Seoul.

### Nationalmannschaft

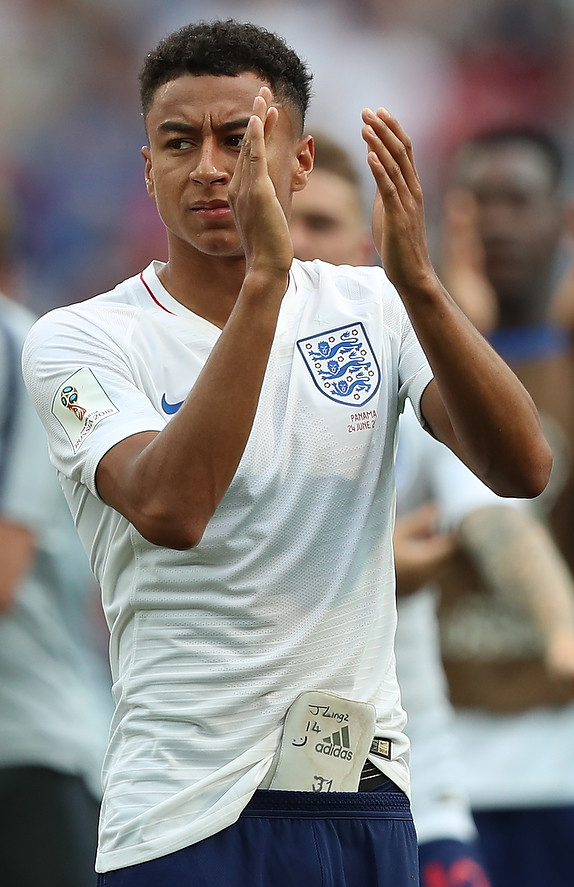
Lingard bei der WM 2018

Lingard absolvierte im Jahr 2008 drei Spiele für die U17-Auswahl des englischen Fußballverbandes. Ab 2013 spielte er für die U21-Nationalmannschaft, für die er am 30. März 2015 beim 3:2-Sieg im Freundschaftsspiel gegen Deutschland sein erstes Tor erzielte. Für die U21-Europameisterschaft in Tschechien wurde er im Sommer 2015 in den englischen Kader berufen. Dabei kam er in allen drei Spielen seiner Mannschaft zum Einsatz, die in der Gruppenphase scheiterte. Insgesamt absolvierte Lingard für die U21 elf Spiele und erzielte zwei Tore.
Mitte November 2015 wurde Lingard nach Ausfällen von Michael Carrick und Jamie Vardy von Trainer Roy Hodgson für ein Freundschaftsspiel gegen Frankreich erstmals in den Kader der A-Nationalmannschaft berufen, kam jedoch nicht zum Einsatz. Sein Debüt gab er am 8. Oktober 2016 beim 2:0-Heimsieg in der WM-Qualifikation gegen Malta. Am 23. März 2018 erzielte Lingard beim Testspiel gegen die Niederlande mit dem Treffer zum 1:0-Sieg sein erstes Länderspieltor. Im Mai 2018 wurde er von Nationaltrainer Gareth Southgate in den englischen Kader für die Weltmeisterschaft 2018 in Russland berufen. Beim 6:1-Sieg im Gruppenspiel gegen Panama erzielte Lingard das Tor zum 3:0. Insgesamt kam er im Turnier sechsmal zum Einsatz und belegte mit seiner Mannschaft den vierten Platz.

## Erfolge
Manchester United
- FA-Youth-Cup-Sieger: 2011
- FA-Cup-Sieger: 2016
- FA-Community-Shield-Sieger: 2016
- EFL-Cup-Sieger: 2017
- Europa-League-Sieger: 2017